# Aleksandar Ugrinoski
Aleksandar Ugrinoski es un jugador de baloncesto. Nació el 7 de mayo de 1988 en Skopje. Mide 1,92 metros. Actualmente juega en el Omnia CB Las Rozas.
Ugrinoski se ha formado en las categorías inferiores de la Cibona de Zagreb. Con apenas 16 años ya disputaba minutos en liga. Debutó con este equipo en la euroliga. Top prospect, participó en el Reebok Eurocamp de Treviso (2004), Basketball without Borders European Camp NBA/FIBA (2005) y Nike Hoop Summit (2007).
En la temporada 2004-05 jugó con el KK Dubrava Sport Tip Zagreb y luego volvió a la Cibona. Después de dos temporadas es fichado por el Arkadia Traiskirchen Lions de Austria al final de la temporada 2006-07. En octubre de 2007, con 19 años se marcha a Estados Unidos a jugar en la liga de desarrollo de la NBA. Estuvo en el training camp de los Utah Flash (NBDL), siendo drafteado en tercera ronda con el puesto número 38. En la temporada 2008-09 empezó la temporada con el Anaheim Arsenal acabándola en KK Fersped-Rabotnicki Skopje, equipo con el que se proclamaba campeón de liga de Macedonia y finalista de la liga Balcánica. En la temporada 2009-10 se fue a Bulgaria a jugar con el Rilski Sport Samokov, pero en enero de 2010 ficha por el Vardar Osiguruvanje Skopje de la liga de Macedonia, siendo campeón de liga regular y finalista de liga. En la temporada 2010-11 jugó en Italia en tres equipos Montepaschi Siena, Lottomatica Roma y Immobiliare Spiga Rimini.
Ha sido Internacional en categorías inferiores por Croacia, participó en el Eurobasket U-18 en Belgrado en 2005 promediando 11,3 puntos, 3,1 rebotes y 4,9 asistencias (segundo mejor pasador) y en el Eurobasket U-18 en Amaliada en (Grecia) en 2006 acumulando 7,6 puntos, 2,8 rebotes y 3,3 asistencias.